# Manuel Bretón de los Herreros

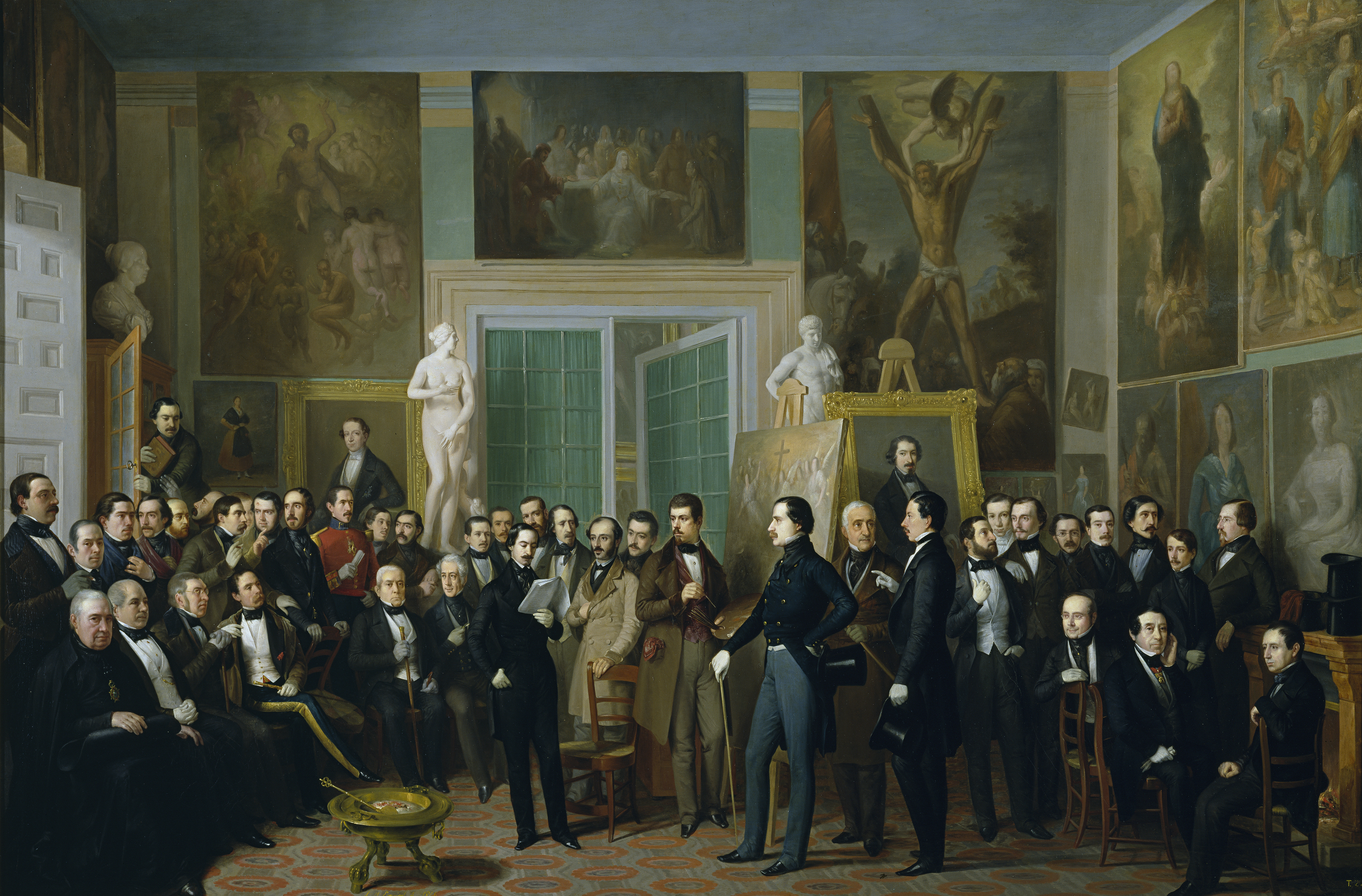
Manuel Bretón de los Herreros retratado en Los Poetas contemporáneos (1846), por Antonio María Esquivel (Museo del Prado, Madrid)

Manuel Bretón de los Herreros (Quel, Logroño 19 de diciembre de 1796; Madrid, 8 de noviembre de 1873) fue un dramaturgo, poeta y periodista español.

## Biografía
Realizó estudios con los escolapios de san Antón, en Madrid, con no pocas estrecheces económicas. Muy joven y todavía estudiante se alistó como voluntario en la Guerra de la Independencia (1812) y siguió la carrera militar por espacio de diez años, licenciándose en 1822 sin haber conseguido ascensos, quizá por sus ideas liberales. En esos años, durante sus viajes por España perdió el ojo izquierdo en un duelo que sostuvo en 1818 en Jerez de la Frontera; circunstancia que glosa en esta quintilla:

Dejome el sumo poder

por gracia particular

lo que había menester:

dos ojos para llorar...

y uno solo para ver.

Desempeñó cargos administrativos de Hacienda en Játiva y Valencia y luchó contra los Cien Mil Hijos de San Luis (1823); ese año se dirigió a Madrid en busca de fortuna literaria; la logró con el estreno de A la vejez viruelas en 1824. Se encargó de traducir comedias francesas para el empresario Grimaldi entre 1825 y 1830 y entabló una gran amistad con el manchego Mariano Roca de Togores (1828), que fue su principal biógrafo. Frecuentó asiduamente El Parnasillo desde 1830, apenas constituido. En 1831 el triunfo formidable de Marcela, o ¿cuál de los tres? le abrió de par en par las puertas de la fama, al igual que la publicación de una traducción de Tibulo le aseguró un puesto como bibliotecario en la Biblioteca Nacional de Madrid. Por unas observaciones algo duras de Mariano José de Larra sobre su fertilidad como autor dramático, se enemistó con él; en realidad Larra estaba resentido por la dura crítica que había hecho Bretón a su comedia No más mostrador, y le hizo ver que se repetía a sí mismo y utilizaba siempre las mismas fórmulas. Bretón respondió atacándole en Me voy de Madrid (1835) y La redacción de un periódico (1836), donde le acusaba de tramposo, mujeriego y mendaz. Sin embargo, los amigos comunes les congraciaron en 1836. 
Se casó en 1837 con Tomasa Andrés y Moyano, hija de un médico madrileño, una mujer burguesa y nada romántica con la que no tuvo descendencia, y ese mismo año ingresó en la Real Academia con un interesante discurso sobre la importancia de la variedad métrica en el teatro. Acudió regularmente al Ateneo y al Liceo. La representación de Ponchada (1840) le acarreó una inesperada reacción de los militares que le obligó a huir a Burgos y a San Sebastián. A partir de 1840 fue director de la Imprenta Nacional, redactor jefe y director de la Gaceta (1843-1847) y, desde 1847 a 1853, director de la Biblioteca Nacional de Madrid y secretario perpetuo de la Real Academia Española. 
Fue redactor y crítico teatral de muchas revistas. Hacia 1848, tachado de repetirse y de estar anticuado, intentó renovar sus fórmulas dramáticas con el drama histórico ¿Quién es ella? (1849), ambientado en la corte de Felipe IV y en el que Quevedo representa un papel preponderante. La vejez del comediógrafo fue triste: misántropo y muy irritable, llegó incluso a romper con la Academia a la que tantos servicios había prestado (1870). El emperador don Pedro de Brasil le visitó en 1872, rindiendo tributo a la popularidad de Bretón en aquel país. Murió en 1873 de pulmonía.
Pese a hallarse en pleno romanticismo prefirió cultivar la comedia al estilo moratiniano y satirizar las costumbres de su época. También es heredero, en el terreno de la comedia, del costumbrismo de Mariano José de Larra, Ramón Mesonero Romanos y Serafín Estébanez Calderón, y describió con exactitud un amplio repertorio de personajes. Su amistad con José de Espronceda, Juan Nicasio Gallego y Larra contribuyó a depurar su gusto y a la formación de un estilo propio y original.
Bretón no se limita a ser el espectador de la España que se encuentra entre la Guerra de la Independencia y el destronamiento de Isabel II: aporta su opinión a los problemas y propone soluciones inspiradas en el punto de vista de la burguesía media y conformista. 
Se opone a reformas sociales radicales, propugna el matrimonio de conveniencia a sangre fría, condenando la coquetería y el exceso pasional; prefiere el peor arreglo al mejor divorcio y critica la moral romántica importada de Francia. El ideal para él es la vida rutinaria, prevista y ordenada por la razón común y el buen sentido.

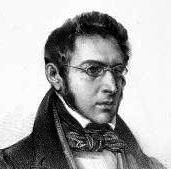
Bretón de los Herreros.

Su teatro se caracteriza por la sencillez de la intriga, la tendencia a los conflictos triangulares y el importantísimo papel de la expresión y el lenguaje. 
El autor riojano pone toda su habilidad y fuerza dramática en el diálogo. Corrige meticulosamente sus obras y cuida en extremo el decoro de los personajes. Condena el galicismo, pero tampoco es un extremado purista. Utiliza con parquedad y acierto el vulgarismo como elemento cómico. 
Los ambientes de sus obras son los lugares típicos de Madrid, como el Prado; las costumbres del brasero y la verbena; las modas del baile o el álbum; los cambios sociales con el ascenso de la burguesía y la decadencia de la vieja nobleza empobrecida; la mentalidad mercantilista; la corrupción administrativa; la revuelta callejera; el drama de la guerra civil.
Es indudable que el teatro de Bretón de los Herreros, pese a sus personajes planos (hidalgos dignos y arruinados, galanes enamoradizos, viudas que pasan por estrecheces económicas, patronas, andaluzas engañadoras, coquetas redomadas, lechuguinos, paletos provincianos de buen corazón, militares sin dinero), posee un amplio repertorio de figuras representativas de la época y una fina y penetrante óptica de la vida, costumbres y problemas de su país y su época, un depurado lenguaje, una métrica fácil y de inspiración áurea, y una gran vis cómica, que destacan también en sus epigramas y composiciones satíricos. 
Uno, en concreto, es muy famoso por la anécdota biográfica que encierra. Solían confundir a un vecino de Bretón, un médico también poeta, apellidado Mata (Pedro Mata Fontanet), con el famoso autor, llamando a todas horas a su puerta, de forma que se cansó y puso dos versos sobre ella que decían: En esta mi habitación / no vive ningún Bretón. Como no se llevaban bien, Bretón hizo la siguiente redondilla, que colgó de su puerta:

Vive en esta vecindad

cierto médico poeta

que al pie de cada receta

pone «Mata»... y es verdad.

El teatro de la ciudad de Logroño y el de Haro, ambos en La Rioja, llevan su nombre.

## Obra
Dejó ciento tres obras originales entre 360 títulos, veintitrés de ellas en prosa, principalmente comedias neoclásicas, de las que fue el maestro consumado entre Moratín y la alta comedia, pero también algunos dramas románticos, como Helena (1834), un típico melodrama ambientado entre los bandoleros de Sierra Morena, y los dramas históricos Fernando el Emplazado (1837) y Vellido Dolfos (1839), inspirado en el Romancero y que presenta a un Vellido enamorado de la reina Urraca. Hizo sesenta y cuatro traducciones (sobre todo del francés: Marivaux, Scribe, la María Estuardo de Schiller, Jean Racine, Voltaire y otros autores). Realizó diez refundiciones (obras de Lope de Vega, Juan Ruiz de Alarcón, Calderón etc.) Escribió 387 poemas y unos cuatrocientos artículos de costumbres y de crítica teatral fundamentalmente. Entre sus obras dramáticas destacan Marcela, o ¿a cuál de las tres?, Muérete y verás, El pelo de la dehesa, Flaquezas ministeriales, El hombre pacífico, El editor responsable, La batelera de Pasajes, Dios los cría y ellos se juntan, Un francés en Cartagena, La escuela de las casadas, Un novio para la niña, La escuela del matrimonio, Todo es farsa en este mundo y Un tercero en discordia.
Su poesía resulta fiel al neoclasicismo por sus odas, anacreónticas, romances y sátiras. La primera colección de ellas que editó fue Poesías (1831), pero luego siguió publicándolas en revistas y periódicos a lo largo de toda su vida, pues tenía gran facilidad para el verso y ya los componía a los cinco años de edad. Se nota la influencia de Eugenio Gerardo Lobo por la tendencia al retruécano, de Manuel José Quintana en la vena patriótica y de Juan Meléndez Valdés en lo amoroso. Pero lo más valioso son sus sátiras, como la Epístola a Ventura de la Vega sobre las costumbres de Madrid, premiada por el Liceo, y otras varias sobre la Santa Alianza, el Carlismo, el clero y los hechos de la época.
Cultivó el artículo costumbrista en la línea de Ramón Mesonero Romanos, colaborando en el Semanario Pintoresco Español y en Los españoles pintados por sí mismos con la descripción de tipos humildes como las castañeras, las lavanderas y las nodrizas. Trabajó intensamente en la Real Academia, participando en la novena edición del Diccionario y en la redacción e impresión de la Gramática, cuyo Compendio (1859) para la enseñanza elaboró enteramente. Preparó además 497 artículos para el diccionario de sinónimos e hizo resúmenes y actas de la misma entre 1859 y 1868.
Como crítico teatral dejó numerosos trabajos en El Universal, La Abeja, La Ley y otros. Mantiene una posición de justo medio entre neoclasicismo y romanticismo, gusta de referencias técnicas e históricas y establece el efecto dramático como ley suprema del teatro. Criticó muy duramente la comedia No más mostrador de Larra, lo que pudo ser una causa más de la enemistad entre los dos. Aparte de su discurso de ingreso en la Academia sobre la métrica dramática, hay que destacar Progresos y estado actual del arte de la declamación en los teatros de España (1852)